# Apostelakten
Die apokryphen Apostelakten, auch kurz die Apostelakten (AGG) genannt, sind ein Textkorpus aus fünf apokryphen Apostelgeschichten, der in manichäischen Kreisen weite Verbreitung fand und darum auch als die manichäischen Apostelakten bezeichnet wurde, der aber auch in der frühen Kirche verbreitet war. Die Apostelakten sind zu unterscheiden von der Apostelgeschichte des Lukas, die als kanonische Schrift in der christlichen Bibel zu finden ist. 
Dieses Sammelwerk wurde von Photios in seiner Bibliothek ausführlich beschrieben. Die fünf ursprünglich selbstständigen Teile sind die Andreasakten (Acta Andreae), die Johannesakten (Acta Ioannis), die Paulusakten (Acta Pauli), die Petrusakten (Acta Petri) und die Thomasakten (Acta Thomae). Der ursprüngliche griechische Titel wechselt zwischen Πράξεις τῶν Ἀποστόλων und Περίοδοι τῶν Ἀποστόλων also übersetzt Taten der Apostel bzw. Reisen der Apostel. Jede dieser fünf Schriften beschäftigt sich jeweils nur mit einem der Apostel, was ein gemeinsames Stilelement zur späteren hagiographischen Literatur ist.

## Verfasser, Ort und Zeit der Entstehung
Diese Sammlung wird auch benannt als die Apostelgeschichten des Leucius nach dem angeblichen Verfasser Leucius Charinus. Leucius gibt sich als Schüler des Apostels Johannes aus und gilt als der Verfasser der Johannesakten, dessen Name dann aber später auf das gesamte Korpus der Apostelakten als Verfasser übertragen wurde. Es ist nicht sicher, ob diese Sammlung auf die Manichäer selbst zurückgeht, oder ob sie nur von ihnen gebraucht wurde, jedoch ist sicher, dass die Apostelakten dort einen hohen Stellenwert besaßen und dass sie inhaltlich mit den manichäischen Lehren weitgehend übereinstimmen. Zitiert werden die Apostelakten mehrfach vom manichäischen Psalmenbuch. Da diese Schrift ungefähr im letzten Drittel des dritten Jahrhunderts entstanden ist, ist der Zeitpunkt für die Entstehung der Sammlung spätestens zu dieser Zeit anzusiedeln, die einzelnen Teile sind jedoch bereits früher zu unterschiedlichen Zeiten und an unterschiedlichen Orten entstanden.  

## Überlieferung
Es gibt keine überlieferte Handschrift des gesamten Werks, es wird jedoch dessen Existenz mehrfach bezeugt und daraus zitiert so z. B. von dem ehemaligen Manichäer Augustinus von Hippo und von dem Manichäer Faustus von Mileve. Im Decretum Gelasianum wurden Libri omnes quos fecit Leucius discipulus diaboli d. h. alle Bücher, die Leucius, der Schüler des Teufels, gemacht hat, somit die Apostelakten von der offiziellen Kirche offiziell als häretisch abgelehnt, später ebenso auf der auf dem zweiten ökumenischen Konzil von Nicäa. 
Von den fünf Teilen sind nur die Thomasakten vollständig überliefert, die übrigen Schriften sind zumindest in größeren Teilen noch erhalten, manche Teile auch nur als frühe Übersetzungen, so dass man den Charakter der Schriften und den Inhalt wenigstens in groben Zügen kennt. Diese Teile wurden später in verschiedene Passions- und Martyriumsgeschichten oder in andere Werke eingebaut und blieben dort erhalten. Von einigen gibt es zudem archäologische Funde.
Obwohl die fünf Teile sehr unterschiedliche Herkunft haben, haben alle fünf Schriften starke enkratitische Tendenzen, die Johannesakten sind außerdem doketisch und leibfeindlich geprägt, was zu deren Beliebtheit in Kreisen der Gnostiker und der Manichäer beitrug, aber zugleich die Gründe für die Ablehnung durch die offizielle Kirche gab. Die Zahl Fünf spielt bei den Manichäern eine besondere Rolle, so dass die Fünfzahl der dargestellten Apostel ebenfalls zur manichäischen Sichtweise passt. 